# Foucher de Chartres
Foucher de Chartres vagy Chartres-i Foucher, latin nevén Fulcherus Carnotensis (1059 körül – 1127 körül) latin nyelven író középkori francia történetíró és I. Balduin jeruzsálemi király káplánja. A keresztes háborúk kortársaként értékes információkkal szolgál Gesta Francorum Iherusalem Peregrinantium című művében az első keresztes hadjáratról.

## Élete és működése
Foucher 1059 körül született Chartres-ban, de legalábbis annak környékén. Gondos nevelésben részesült, valószínűleg a Chartres-ban működő püspök iskolában. A clermont-i zsinatról adott beszámolója alapján valószínű, hogy személyesen is részt vett a zsinaton, vagy egyik, a zsinaton jelen lévő közeli ismerőse, talán Chartres-i Ivo adott neki alapos tájékoztatást. Kapcsolatba került a keresztes hadjárat többi vezetőjével, elsősorban Blois-i 
Istvánnal és Normandiai Róberttel. Velük együtt kelt át Ázsiába Itálián keresztül, és érkezett meg 1097-ben Bizáncba.
1097-ben Boulogne-i Balduin megalapította az Edesszai Grófságot, még ugyanebben az évben Foucher lett a káplánja. Mikor a keresztesek 1099-ben meghódították Jeruzsálemet, Foucher követte urát a Jeruzsálemi Királyságba, majd miután 1100-ban Balduin lett az uralkodó, Foucher is Jeruzsálemben telepedett le. Több egyházi tisztséget is betöltött, talán az Olajfák hegyén álló monostor priorja lett, majd 1115 után a 
Szent Sír templomának lett a kanonokja. 1127-ben még Jeruzsálemben élt, de későbbit nem tudunk róla.
Három kötetre osztott krónikáját 1101 körül kezdte írni, és valamikor 1128. körül fejezte be. Művét az első keresztes hadjárat legmegbízhatóbb és egyben legismertebb forrásának tartják. Emiatt számos kortársi történetíró felhasználta a már elkészült részeket. Különösen sokat merített belőle Guibert de Nogent, Nangis-i Bartolf, Türoszi Vilmos és Malmesburyi Vilmos. Művének legismertebb epizódjai a clermont-i zsinaton elmondott pápai beszéd és Jeruzsálem elfoglalása.

## Részlet művéből
Ekkor egyes szaracénok, arabok és etiópok Dávid várába menekültek, mások viszont az Úr és Salamon templomába zárkóztak. E templom csarnokaiban is hevesen küzdöttek velük. Nem volt hely, ahol kardforgató vitézeink meg ne találták volna őket. Sokan Salamon templomának tetejére menekültek fel. Innen zuhantak alá halálos nyíltól találva. Ebben a templomban mintegy tízezer embert fejeztek le. Ha ott lettetek volna, bokáig vérben gázoltatok volna, mint mi. Mit is beszélek erről annyit? Egyikük sem mentette meg életét, de még a nőknek és a gyermekeknek sem kegyelmeztek…